# Ковран (село)
Ковра́н (ительм. Каврал) — село в Тигильском районе Камчатского края России. Образует сельское поселение «Село Ковран». Население по данным на 2021 год — 241 жителей.

## История
Первое упоминание Коврана содержится в книге «Описание земли Камчатки» С. Крашенинникова (1738). Населённый пункт получил название по расположению на берегу одноимённой реки — в 4-х километрах от устья.
В 1987 году в этом селе был возрождён древний национальный обрядовый праздник ительменов «Алхалалалай» (знаменует завершение хозяйственного цикла), в 2012 — праздник «Каврал» (день реки Ковран и бога Нузавуча).

## Природа
Неподалёку располагаются священные для местных жителей (коряков и ительменов) места. Такие как гора Эльвель, мыс Зубчатый и остров Птичий. В этой местности археологами зафиксировано около 173 объектов культуры и истории живущих здесь народов. Большинство из них признаны археологическими памятниками всероссийского значения.

## Сельское поселение
Статус и границы сельского поселения установлены Законом Корякского автономного округа от 2 декабря 2004 года № 365-ОЗ «О наделении статусом и определении административных центров муниципальных образований Корякского автономного округа».

## Инфраструктура
Перечень предприятий и организаций производственного и социально-культурного назначения:
- Участок ОАО «Коряктеплоэнерго»,
- Пожарный пост с. Ковран,
- Детский сад «Ийаночх»,
- Фельдшерско-акушерский пункт,
- «Ковранский сельский дом культуры»,
- Сельская библиотека,
- Ковранское отделение связи,
- Ительменский фольклорный ансамбль «Эльвель».
- Баскский молельный зал

В селе 4 магазина: ИП Панков, ИП Комяков, ИП Соломенко, ИП Сбивнов. Гостиниц нет.

## Жизнеобеспечение
Здесь работают две родовые общины («Каврал» и «Хэльмх»). Летом они занимаются ловлей рыбы, а зимой — охотпромыслом.
Люди живут преимущественно в домах с печным отоплением. Сотовая связь до сих пор не установлена.

## Транспорт
В основном село Ковран можно достигнуть авиационным транспортом, также гужевым и вездеходным способом через село Анавгай Быстринского района Камчатского края.

## География

### Расстояние до
- ближайшего соседнего села (Усть-Хайрюзово) — 14.2 км,
- районного центра (Тигиль) — 125 км,
- краевого центра (Петропавловск-Камчатский) — 475 км,
- аэропорта (Елизово) — 460 км[2][Комм. 2].

### Деление на улицы
50 лет Октября ул.
Гагарина ул.
Матросова ул.
Набережная ул.
Поротова ул.
Рябикова ул.
Чубарова ул.

### Часовой пояс
Населённый пункт находится в часовом поясе на 12 часов больше всемирного координированного времени.

## Население
| 2002 | 2010 | 2012 | 2013 | 2014 | 2015 | 2016 |
| ---- | ---- | ---- | ---- | ---- | ---- | ---- |
| 376  | ↘252 | ↘251 | →251 | ↘238 | ↘235 | ↘231 |
| 2017 | 2018 | 2019 | 2020 | 2021 |      |      |
| ↘229 | →229 | ↗236 | ↗237 | ↗241 |      |      |

Основное население — это представители коренных малочисленных народов севера.

## Комментарии
1. ↑  По данным 2012 года.
2. ↑  По прямой линии.